# 昌西 (密歇根州)
昌西（英語：Chauncey）是位於美國密歇根州肯特縣坎農鎮區及普萊恩菲爾德鎮區的一個非建制地區。

## 地理
昌西所處的海拔為高於海平面191米（即627英呎），而該地所採用的時區為UTC-5，即北美东部時區（EST）。同時該地設有夏令時間，為UTC-5調快一小時，即UTC-4（EDT）。